# Harsha

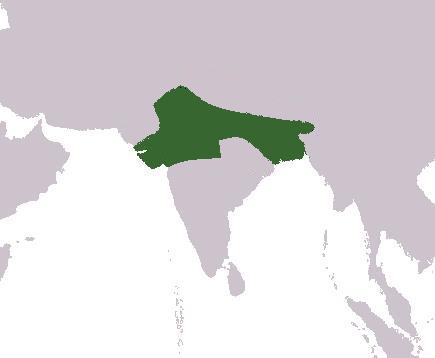
Lãnh thổ của đế quốc Harsha lúc rộng lớn nhất.

Harsha, còn gọi là Harshavardhana hoặc "Harsha vardhan" (590 – 657) là Hoàng đế Ấn Độ, trị vì ở miền Bắc trong vòng 57 năm. Ông là con của Prabhakar Vardhan và là em của Rajyavardhan, vua xứ Thanesar. Ông là một thành viên nhánh Blais Rajput của bộ lạc Rajput. Giữa thế kỷ 6 TCN, sau khi đế quốc Gupta bị diệt vong, miền Bắc Ấn Độ bị chia thành nhiều vương quốc và nước cộng hòa nhỏ. Harsha đã thống nhất những nước cộng hòa từ vùng Punjab tới miền Trung Ấn Độ và xưng đế năm 606 khi tuổi mới 16.
Lúc rộng lớn nhất, đế quốc Harsha có lãnh thổ rộng khắp Punjab, Bengal, Orissa và thâu tóm các đồng bằng Ấn-Hằng phía Bắc sông Narmada.